# Лостовицкое кладбище
Лостовицкое кладбище (пол. Cmentarz Łostowicki) — муниципальное кладбище, расположенное в южной части Гданьска, Польша
Самое большое кладбище Гданьска площадью более 50 га. В настоящее время является единственным кладбищем, открытым для захоронений умерших в Гданьске.

## История
Крупнейший некрополь Гданьска был заложен при церкви Св. Франциска Ассизского, построенной в 1904—1906 годах.

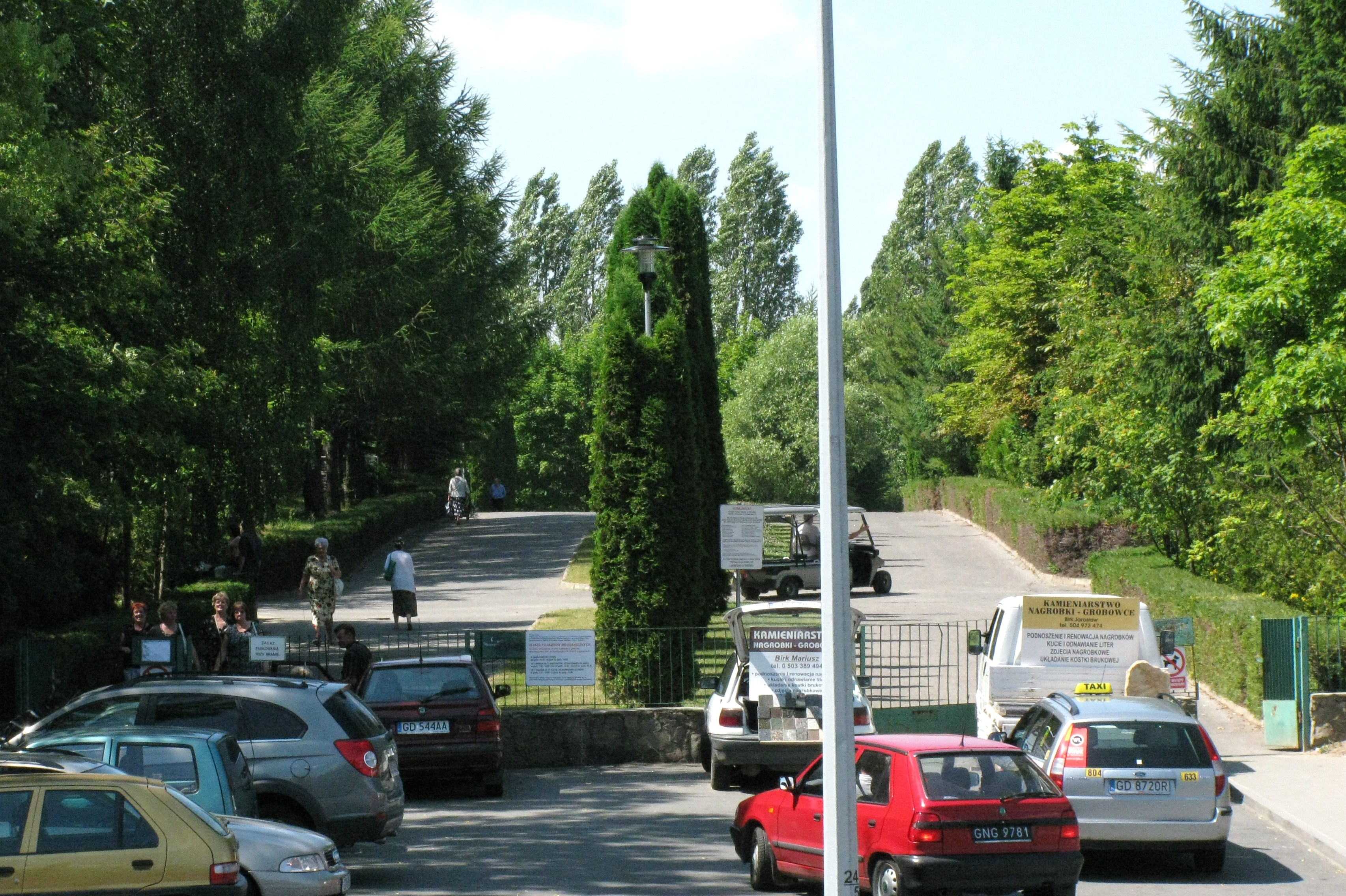
Вход на кладбище

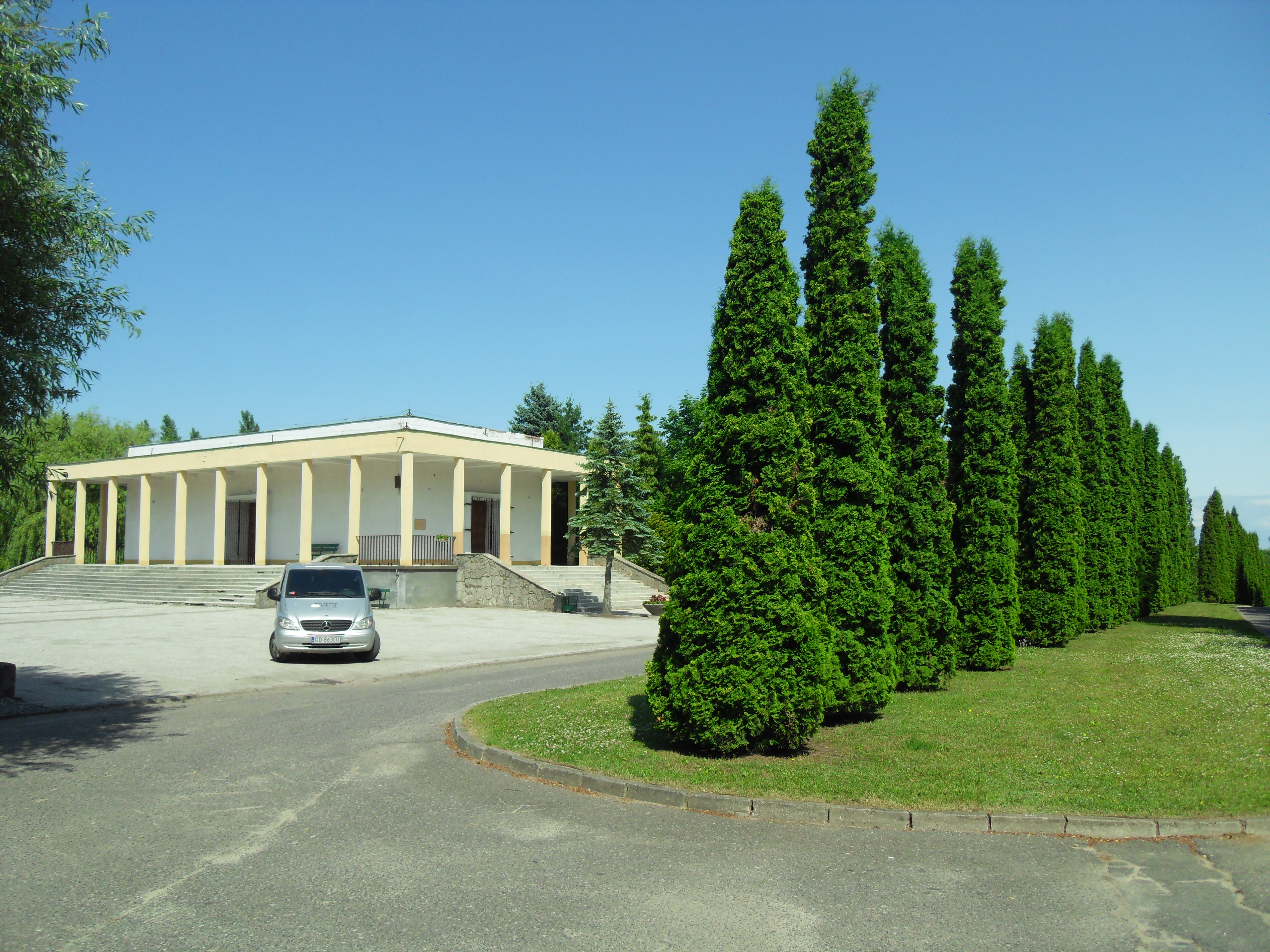

В ноябре 1998 г. был открыт памятник «Пьета Сибиряков», известный также, как «Памятник польской матери» или «Памятник жертвам Голгофы Востока», в память о сосланных в Сибирь поляков. расположен на главной аллее кладбища, в «Сибирском квартале». Памятник создан усилиями Союза сибиряков и семей жертв Катыни.
В 2008 г. на кладбище была установлена первая в Померании братская могила для захоронения нерожденных детей.

## Известные персоналии, похороненные на кладбище
- Абрамович, Игнатий — учёный-офтальмолог.
- Бонюшко, Алиция — польская артистка балета, балетмейстер.
- Васькевич, Анджей Кшиштоф — польский поэт.
- Гайда, Чеслав — польский скульптор.
- Ижевская, Тереса — польская актриса театра, кино и телевидения.
- Щепаньский, Тадеуш — активист Свободных профсоюзов Побережья.